# 段季妃
段 季妃（だん きひ、生没年不詳）は、南燕の献武帝慕容徳の皇后（継妻）。季妃は字である。後燕の成昭皇后（段氏、成武帝慕容垂の最初の妻）の姪で、段元妃（慕容垂の4番目の妻、成哀皇后）の妹、恵愍帝慕容宝の従妹である。

## 生涯
父は右光禄大夫の段儀。美しくかつ頭が良かった。少女のころ、姉の段元妃は「私は凡人の妻にはなりませんよ」と言い放ち、季妃も「私も庸人の妻にはなりません」と言った。
384年、20代で、49歳の慕容徳に嫁ぎ、寵愛を受けた。398年、慕容徳が燕王を自称して南燕を建てると、王后となった。400年、慕容徳は皇帝を称し、季妃は皇后になった。慕容徳には女子は生まれたが男子がいなかったので、やむなく甥の慕容超を皇太子とした。
建平6年（405年）、慕容徳は崩御し、慕容超が帝位を継ぐと、季妃は皇太后となった。慕容超は讒言を受けて功臣をことごとく粛清し、また享楽に走り民衆を苦しめた。北地王慕容鍾は、慕容法や段宏と共に季妃を説得し、慕容超の廃位を画策した。しかし計画は失敗し、季妃は皇太后の号を剥奪された。

## 女子
- 少なくとも1人の女子がいた。

## 伝記資料
- 『晋書』載記
- 『十六国春秋』
- 『資治通鑑』